# قائمة أنواع الليزر

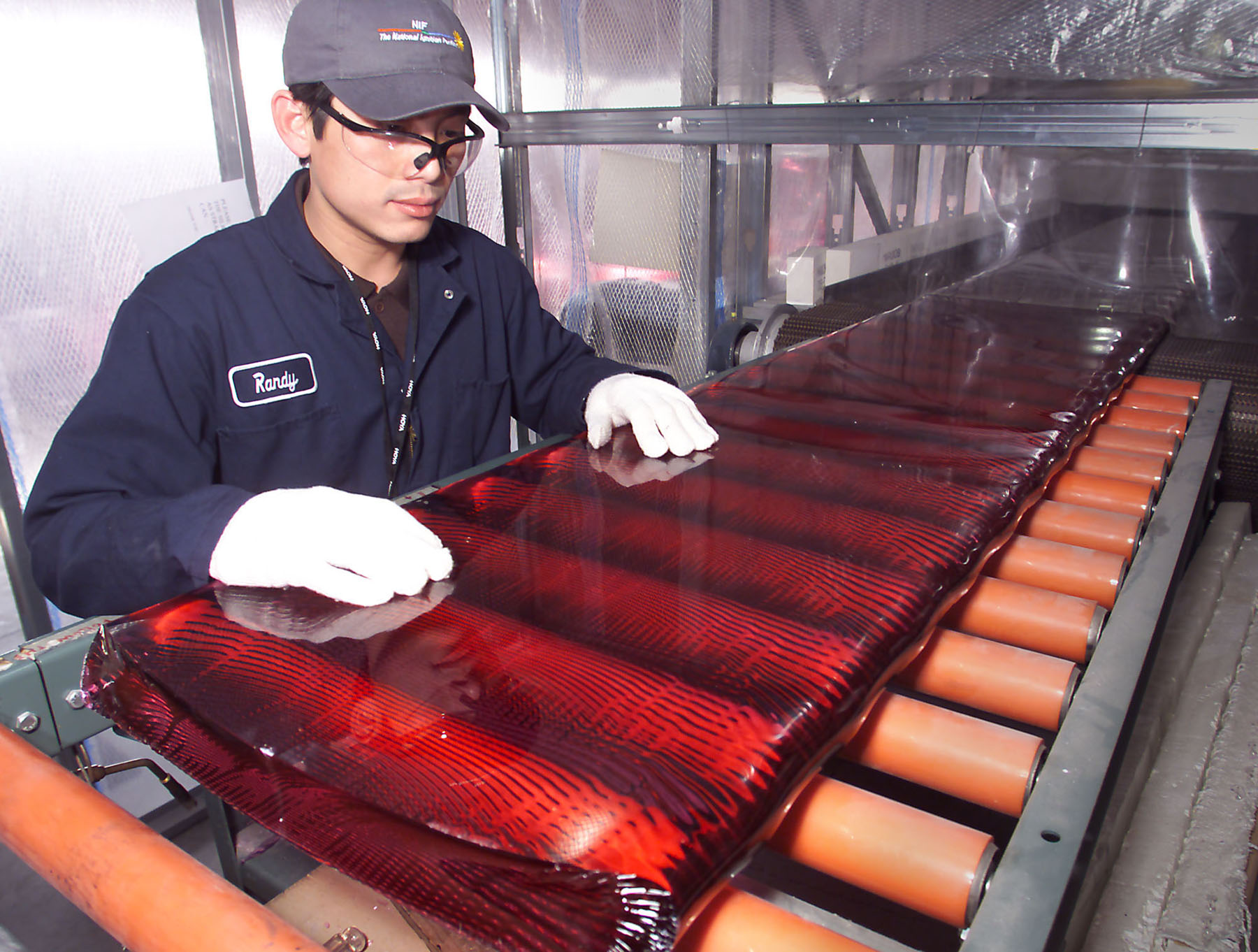
صناعة صفيحة كبيرة من الزجاج المطعّم بالنيودميوم لغرض استخدامها كوسط فعّال لليزر في منشأة الإشعال الوطنية.

فيما يلي قائمة لأنواع الليزرات الأكثر إستخداماً مع الطول الموجي المنبعث منها وتطبيقاتها، توجد ألوف الأنواع من الليزرات المعروفة، لكن أغلبها تستخدم لأغراض البحث العلمي التخصصي.

## نظرة عامة
تصنف الليزرات حسب (الاستخدام ونوع الوسط الفعّال ونمط التشغيل ونوع الضخ)، وتأتي على عدة أنواع مختلفة متميزة بالطول الموجي لضوء الليزر المنبعث منها فتوجد ليزرات تعمل ضمن المدى المرئي وحتى مدى الاشعة السينية.

الأطوال الموجية لليزرات الشائعة تجارياً، الليزرات التي تقع فوق الخط هي الليزرات التي تملك طول موجي معين ثابت، بينما الليزرات التي تعطي مدى من الأطوال الموجية تظهر أسفل الخط.

## الليزرات الغازية
| نوع الليزر والوسط الفعّال | الأطوال الموجية المولدة | أسلوب الضخ                                                    | الإستخدامات وملاحظات |
| ------------------------ | --- | ------------------------------------------------------------- | --- |
| هيليوم-نيون              | 632.8 nm (543.5 nm، 593.9nm، 611.8nm) (1.1523μm، 1.52μm، 3.3913μm) | تفريغ كهربائي                                                 | يستخدم في: مقياس التداخل، التصوير المجسم، المطياف، قارئ الرموز الشريطية، التراصف، الدراسات البصرية.                                 |
| آرغون                    | 454.6 nm، 488.0 nm، 514.5 nm (351 nm، 363.8 nm، 457.9 nm، 465.8 nm، 476.5 nm، 472.7 nm، 528.7 nm) بالإضافة إلى الترددات التوافقية الثانية التي تعطي قيم: (244 nm، 257 nm) | تفريغ كهربائي                                                 | يستخدم في: العلاج الضوئي لشبكية العين، الطباعة الحجرية، المجهر البؤري، كمصدر ضخ لليزرات أخرى.                                       |
| كريبتون                  | 416 nm، 530.9 nm، 568.2 nm، 647.1 nm، 676.4 nm، 752.5 nm، 799.3 nm | تفريغ كهربائي                                                 | يستخدم في: البحوث العلمية، العروض الضوئية عند مزجه مع الآرغون لتوليد الضوء الأبيض.                                                  |
| زينون-ايون               | يعطي مدى كبير من الاطوال الموجية يمتد من الفوق البنفسجية إلى تحت الحمراء.                                                                                                 | تفريغ كهربائي                                                 | يستخدم في: البحوث العلمية. |
| نيتروجين                 | 337.1 nm | تفريغ كهربائي                                                 | يستخدم في: قياس تلوث الهواء،البحوث العلمية، وكمصدر ضخ لليزرات الصبغة. ملاحظة: يمكن أن يعمل ليزر النيتروجين كليزر اشعاعي بدون مرنان. |
| ثنائي أوكسيد الكربون CO2 | 10.6μm، 9.4μm | المُستعرض (طاقة عالية) والطولي (طاقة واطئة) بالتفريغ الكهربائي | يستخدم في: تشكيل المواد (القطع الليزري، اللحام الليزري، إلخ)، الجراحة الطبية، ليزر طب الأسنان [الإنجليزية]، الأغراض العسكرية.       |
| احادي أوكسيد الكربون CO  | 2.6 إلى 4μm 4.8 إلى 8.3μm | تفريغ كهربائي                                                 | يستخدم في: تشكيل المواد (النقش، اللحام، إلخ)، التحليل الطيفي الضوئي [الإنجليزية].                                                   |
| إكسيمر                   | 193 nm(ArF)، 248 nm(KrF)، 308 nm(XeCl)، 353 nm(XeF) | إعادة الارتباط في الإكسيمر الناتج عن التفريغ الكهربائي        | يستخدم في: تصنيع أشباه الموصلات، الجراحة، الليزك.                                                                                   |

## الليزرات الكيميائية
يستخدم بشكل أساسي في أسلحة الطاقة الموجهة.
| نوع الليزر والوسط الفعّال                          | الأطوال الموجية المولدة                                          | أسلوب الضخ | الاستخدامات والملاحظات |
| ------------------------------------------------- | ---------------------------------------------------------------- | --- | --- |
| فلوريد-الهيدروجين                                 | من 2.7 إلى 2.9μm لفلوريد الهيدروجين (<80% النفوذية [الإنجليزية]) | التفاعلات الكيميائية للإثيلين وثلاثي فلوريد النيتروجين.                                                                            | يستخدم في: البحوث حول أسلحة الليزر. ملاحظات: عند عمله بنمط الموجة المستمرة [الإنجليزية] يمكنه أن يعطي قدرة تصل إلى حدود الميغاواط.                |
| فلوريد-الديوتيريوم                                | حوالي 3800 nm (3.6 إلى 4.2μm) (حوالي 90% النفوذية [الإنجليزية])  | التفاعلات الكيميائية. | ملاحظات: نموذج تجريبي عسكري للولايات المتحدة. |
| ليزر الاوكسجين واليود الكيميائي [الإنجليزية] COIL | 1.315μm (<70% النفوذية [الإنجليزية])                             | التفاعلات الكيميائية لأوكسجين دلتا الأحادي [الإنجليزية] واليود.                                                                    | يستخدم في: الأغراض العسكرية، البحوث العلمية، دراسات علم المواد. ملاحظات: عند عمله بنمط الموجة المستمرة يمكنه أن يعطي قدرة تصل إلى حدود الميغاواط. |
| ليزر غاز اليود التام [الإنجليزية] Agil            | 1.315μm (<70% النفوذية [الإنجليزية])                             | التفاعلات الكيميائية لذرات الكلور مع غاز حمض الهايدرازوتك، يؤدي إلى إثارة جزيئات كلوريد النتروجين التي تنقل الطاقة إلى ذرات اليود. | يستخدم في: الأغراض العلمية، الأسلحة، الأغراض الفضائية.                                                                                            |

## ليزرات الصبغة
| نوع الليزر والوسط الفعّال | الأطوال الموجية المولدة                                                                                         | أسلوب الضخ                                        | الإستخدامات والملاحظات |
| ------------------------ | --- | ------------------------------------------------- | --- |
| ليزر الصبغة              | 390-435 nm (سيلبين [الإنجليزية])، 460-515 nm (كومارين 102)، 570-640 nm (رودامين 6G [الإنجليزية])، وأنواع أخرى.. | بإستخدام ليزرات أخرى، أو مصباح ومضي [الإنجليزية]. | يستخدم في: المطياف، إزالة علامات الولادة، البحوث العلمية، والأغراض الطبية. ملاحظات: يعتمد نوع الخرج الليزري وصفاته على نوع مادة الصبغة المستخدمة. |

## ليزر الحالة الصلبة
| نوع الليزر والوسط الفعّال                                                                      | الأطوال الموجية المولدة                                      | أسلوب الضخ                                                          | الإستخدامات والملاحظات |
| --------------------------------------------------------------------------------------------- | ------------------------------------------------------------ | ------------------------------------------------------------------- | --- |
| ليزر الياقوت                                                                                  | 694.3 nm                                                     | مصباح ومضي [الإنجليزية]                                             | يستخدم في: التصوير المجسم، إزالة الوشوم. ملاحظات: أول ليزر مرئي تم توليده عام 1960. |
| (غرانيت إيتريوم الومنيوم [الإنجليزية] المطعّم بالنيودميوم) نيودميوم:ياغ [الإنجليزية] Nd:YAG    | 1.064μm، 1.32μm                                              | مصباح ومضي [الإنجليزية]، ثنائي ليزري.                               | يستخدم في: تشكيل المواد، قياس المدى، تحديد الهدف بالليزر، الجراحة، إزالة الوشوم، إزالة الشعر، البحوث، ليزر طب الأسنان [الإنجليزية]، ويستخدم كمصدر ضخ لليزرات أخرى. ملاحظات: احد أكثر انواع الليزر عالية الطاقة شيوعاً، غاباً ما يستخدم بالنمط النبضي (بحدود النانوثانية). |
| نيودميوم/كروميوم:ياغ [الإنجليزية] Nd:Cr:YAG                                                   | 1.064μm، 1.32μm                                              | إشعاع شمسي                                                          | يستخدم في: إنتاج مساحيق النانو الإختبارية. |
| إربيوم:ياغ [الإنجليزية] Er:YAG                                                                | 2.94μm                                                       | مصباح ومضي، ثنائي ليزري                                             | يستخدم في: تقشير الجلد، ليزر طب الأسنان [الإنجليزية]. |
| فلوريد إيتريوم ليثيوم المطعّم بالنيودميوم. [الإنجليزية] Nd:YLF                                 | 1.047 و 1.053μm                                              | مصباح ومضي، ثنائي ليزري                                             | يستخدم في: غالباً في الضخ النبضيالضخ النبضي [الإنجليزية] لأنواع معينة من الليزرات النبضية مثل ليزر (ياقوت-تيتانيوم) مع تضاعف التردد. |
| إيتريوم أورثوفاناديت [الإنجليزية] المُطعم بالنيودميوم. Nd:YVO4                                 | 1.064μm                                                      | ثنائي ليزري                                                         | يستخدم في: بشكل واسع في الضخ المستمر للنمط النبضي في ليزرات الصبغة او ليزر (الياقوت-تيتانيوم) لتضاعف التردد. تضاعف تردد ليزر nd:YVO4 هو الطريقة العادية لإنشاء مؤشر الليزر الأخضر.                                                                                      |
| إيريتيوم اوكسوبورات الكالسيوم المطعم بالنيودميوم. [الإنجليزية] Nd:YCa4O(BO3)3 اختصاراً Nd:YCOB | حوالي 1.060μm (حوالي 530 nm عند التردد التوافقي الثاني)      | ثنائي ليزري                                                         | ملاحظات: يسمى أيضاً بليزر (الازدواج الترددي الذاتي؛SFD) والتي تملك صفات بصريات لاخطية لتوليد التردد التوافقي الثاني. هذه المواد لديها قدرة تبسيط إنتاج الليزر الأخضر عالي الشدة.                                                                                         |
| زجاج نيودميوم Nd:Glass                                                                        | حوالي 1.062μm (زجاج السيليكا)، حوالي 1.054μm (زجاج الفوسفات) | مصباح ومضي، ثنائي ليزري                                             | يستخدم في: توليد قدرات عالية (بالميغاواط) وطاقة عالية (بالميغاجول) في الأنظمة متعددة الحزم المستخدمة في الإندماج النووي بحصر القصور الذاتي. ملاحظات: عادة ما يضاعف التردد إلى التردد التوافقي الثالث عند طول موجة 351 nm في تطبيقات الاندماج النووي.                    |
| الياقوت تيتانيوم Ti:sapphire                                                                  | 650-1100 nm                                                  | ليزرات أخرى                                                         | يستخدم في: بحوث المطيافية والليدار. عادة ما يستخدم هذا الوسط الفعّال في ليزرات الاشعة تحت الحمراء النبضية عالية-التوليف لتوليد نبضات ضوئية فائقة القصر (بالفيمتوثانية)، وفي مضخمات الليزر لإنتاج نبضات فائقة القصر [الإنجليزية] فائقة الشدة.                             |
| (غرانيت إيتريوم الومنيوم [الإنجليزية] المطعّم بالثوليوم) ثوليوم:ياغ Tm:YAG                     | 2.0μm                                                        | ثنائي ليزري                                                         | يستخدم في: ليدار. |
| (غرانيت إيتريوم الومنيوم [الإنجليزية] المطعّم بالإتيربيوم) إتيربيوم:ياغ Yb:YAG                 | 1.03μm                                                       | ثنائي ليزري، مصباح ومضي                                             | يستخدم في: التبريد بالليزر، تشكيل المواد، بحوث النبضات فائقة القصر [الإنجليزية]، الفحص الميكروسكوبي متعدد الأطياف، ليدار. |
| Ytterbium:2O3 زجاج او سيراميك                                                                 | 1.03μm                                                       | ثنائي ليزري                                                         | يستخدم في: بحوث النبضات فائقة القصر. |
| زجاج مطعم بالإتيربيوم                                                                         | 1μm                                                          | ثنائي ليزري                                                         | يستخدم في: تشكيل المواد (القطع، اللحام، النقش)، مضخة ليزر رامان [الإنجليزية]، ومضخم رامان في الاتصالات. ملاحظات: إصدار الألياف البصرية منه يمكنه إنتاج قدرة مستمرة تصل إلى مدى الكيلوواط، مع كافئة 70-80% بصرية-بصرية، وكفاءة 20% كهربائية-بصرية.                       |
| (غرانيت إيتريوم الومنيوم [الإنجليزية] المطعّم بالهولميوم) هولميوم:ياغ Ho:YAG                   | 2.1μm                                                        | ثنائي ليزري                                                         | يستخدم في: ليزر طب الأسنان [الإنجليزية]، إستئصال الأنسجة، تفتيت حصى الكلى. |
| سيلينيد الزنك المطعّم بالكروم Cr:ZnSe                                                          | 2.2 - 2.8μm                                                  | ليزرات أخرى (Tm fiber)                                              | يستخدم في: رادار MWIR الليزري، وفي توجيه القذائف المتتبعة للحرارة. |
| فلوريد الالومنيوم سترونتيوم (كالسيوم) ليثيوم المطعّم بالسيريوم. Ce:LiSAF، Ce:LiCAF             | حوالي 280 إلى 316 nm                                         | تضاعف ترددي رباعي ليزر نيودميوم:ياغ، ليزر إكسيمر، ليزر بخار النحاس. | يستخدم في: التحسس الجوي النائي، ليدار، بحوث البصريات. |
| زجاج الفوسفات [الإنجليزية] المطعّم بالبروميثيوم 147 147Pm+3:Glass                              | 933 nm، 1098 nm                                              | غير معروف                                                           | ملاحظات: مادة الليزر مشعة، وثبت إستخدامه لمرة واحدة في مقياس فابري-بيرو فقط عام 1987 في مختبر لورانس ليفرمور الوطني، مع التطعيم بالبروميثيوم 147 لتكوين الليزر الرباعي المستويات في درجة حرارة الغرفة.                                                                  |
| كريسوبيريل (الكسندرايت [الإنجليزية]) مطعّم بالكروم.                                            | عادة ما ينضم بين 700 إلى 820 nm                              | مصباح ومضي، ثنائي ليزري. القوس الزئبقي (لنمط الموجة المستمرة)       | يستخم في: طب الجلد، ليدار، تصنيع الليزر. |
| زجاج مطعّم بالإربيوم-إتيربيوم والإربيوم                                                        | 1.53-1.56μm                                                  | ثنائي ليزري                                                         | يستخدم في: المضخمات البصرية المستخدمة في الاتصالات اللاسلكية. ملاحظات: يصنع الوسط الفعال لعدة أشكال (قضبان، شرائح او صفائح، ألياف بصرية). |
| فلوريد الكالسيوم المطعّم باليورانيوم ثلاثي التكافؤ U:CaF2                                      | 2.5μm                                                        | مصباح ومضي                                                          | ملاحظات: أول ليزر حالة-صلبة رباعي المستويات تم تطويره في (نوفمبر 1960) في مختبرات بحوث IBM مع التبريد بالهيليوم السائل، لا يوجد استخدام له في الوقت الحالي. |
| فلوريد الكالسيوم المطعّم بالساماريوم ثنائي التكافؤ Sm:CaF2                                     | 708.5 nm                                                     | مصباح ومضي                                                          | ملاحظات: تم إستخدامه عام 1961 في مختبرات بحوث IBM مع استخدام التبريد بالهيليوم السائل، لا يوجد استخدام له في الوقت الحالي. |
| ليزر F-center [الإنجليزية]                                                                    | 2.3-3.3μm                                                    | ليزر الأيون                                                         | يستخدم في: المطياف. |

## ليزرات أبخرة المعادن
| نوع الليزر والوسط الفعّال           | الأطوال الموجية المولدة                                      | أسلوب الضخ                                                 | الإستخدامات والتطبيقات                                                                                          |
| ---------------------------------- | ------------------------------------------------------------ | ---------------------------------------------------------- | --- |
| هيليوم-كادميوم HeCd                | 325 nm، 441.563 nm                                           | التفريغ الكهربائي في بخار المعدن الممزوج بغاز هيليوم خامل. | يستخدم في: أجهزة الكتابة والطباعة، إختبارات تحفيز الفلورية، طباعة العملات في الولايات المتحدة، الأبحاث العلمية. |
| هيليوم-زئبق HeHg                   | 567 nm، 615 nm                                               | التفريغ الكهربائي في بخار المعدن الممزوج بغاز هيليوم خامل. | يستخدم في: الأبحاث العلمية (نادراً)، تطبيقات الهواة.                                                             |
| هيليوم-سيلينيوم HeSe               | يولد حتى 24 طول موجي بين اللون الأحمر والاشعة فوق البنفسجية. | التفريغ الكهربائي في بخار المعدن الممزوج بغاز هيليوم خامل. | يستخدم في: الأبحاث العلمية (نادراً)، تطبيقات الهواة.                                                             |
| هيليوم-فضة HeAg                    | 224.3 nm                                                     | التفريغ الكهربائي في بخار المعدن الممزوج بغاز هيليوم خامل. | يستخدم في: البحث العلمي.                                                                                        |
| ليزر بخار السترونتيوم [الإنجليزية] | 430.5 nm                                                     | التفريغ الكهربائي في بخار المعدن الممزوج بغاز هيليوم خامل. | يستخدم في: البحث العلمي.                                                                                        |
| نيون-نحاس NeCu                     | 248.6 nm                                                     | التفريغ الكهربائي في بخار المعدن الممزوج بغاز نيون خامل.   | يستخدم في: البحوث العلمية: مطيافية فلورية [الإنجليزية] ومطيافية رامان.                                          |
| ليزر بخار النحاس [الإنجليزية]      | 510.6 nm، 578.2 nm                                           | تفريغ كهربائي                                              | يستخدم في: طب الجلد، التصوير عالي السرعة، ضخ ليزرات الصبغة.                                                     |
| ليزر بخار الذهب                    | 627 nm                                                       | تفريغ كهربائي                                              | يستخدم في: طب الجلد، العلاج الضوئي الديناميكي. ملاحظات: نادر الاستخدام.                                         |
| بخار المنغنيز (Mn/MnCl2)           | 534.1 nm                                                     | تفريغ كهربائي نبضي                                         | ملاحظات: نادر الاستخدام.                                                                                        |

## ليزرات أشباه الموصلات
| نوع الليزر والوسط الفعّال                                             | الأطوال الموجية المولدة                               | أسلوب الضخ   | الإستخدامات والملاحظات |
| -------------------------------------------------------------------- | ----------------------------------------------------- | ------------ | --- |
| ثنائيات أشباه الموصلات الليزرية (بشكل عام)                           | 0.4-20μm، تعتمد على المنطقة الفعالة للمادة المستخدمة. | تيار كهربائي | يستخدم في: الإتصالات، التصوير المجسم، الطباعة، الأسلحة، الهندسة، اللحام، أسلوب ضخ لليزرات أخرى، المصابيح الأمامية عالية الشدة في بعض السيارات. |
| نتريد الغاليوم GaN                                                   | 0.4μm                                                 | تيار كهربائي | يستخدم في: الأقراص البصرية، أقراص البلوراي (للقراءة والكتابة). |
| نتريد غاليوم إنديوم [الإنجليزية] InGaN                               | 0.4-0.5μm                                             | تيار كهربائي | يستخدم في: أجهزة عرض الفيديو المنزلية، كمصدر ضوئي في أغلب أجهزة العرض الصغيرة الحديثة. |
| فوسفيد ألومنيوم غاليوم إنديوم AlGaInP زرنيخيد ألومنيوم غاليوم AlGaAs | 0.63-0.9μm                                            | تيار كهربائي | يستخدم في: الأقراص البصرية، مؤشر الليزر، اتصالات البيانات، صخ ليزرات الحالة الصلبة، الهندسة، الطب. في الأقراص المدمجة عند طول موجة (780 nm) في المشغلات العامة لأقراص الدي-في-دي عند طول موجة (650 nm) في كتابة أقراص الدي-في-دي عند طول موجة (630 nm) الأكثر شيوعاً في العالم. |
| فوسفيد زرنيخيد غاليوم اينديوم [الإنجليزية] InGaAsP                   | 1.0-2.1μm                                             | تيار كهربائي | يستخدم في: الطب، الاتصالات، ضخ ليزرات الحالة الصلبة، الهندسة. |
| ملح الرصاص                                                           | 3-20μm                                                | تيار كهربائي | يستخدم في: مطياف الأشعة تحت الحمراء عالي الدقة. ملاحظات: شاع استخدامه عام 1970، حالياً نادر الاستخدام. |
| سطح تجويف عمودي باعث لليزر [الإنجليزية] (VCSEL)                      | 850–1500 nm، تعتمد القيمة على نوعية المادة.           | تيار كهربائي | يستخدم في: الإتصالات |
| ليزر التتابع الكمي [الإنجليزية]                                      | أشعة تحت الحمراء متوسطة إلى بعيدة.                    | تيار كهربائي | ملاحظات: البحوث جارية على هذا النوع من الليزر للإستخدامات المستقبلية في: رادارات تجنب الإصطدام، مراقبة الأنظمة الصناعية، التشخيص الطبي كتحليل التنفس. |
| ليزر السليكون الهجين [الإنجليزية]                                    | أشعة تحت الحمراء متوسطة.                              | تيار كهربائي | يستخدم في: الإتصالات الضوئية كسيليكون منخفضة التكلفة. |

## أنواع أخرى
| نوع الليزر والوسط الفعّال                                                   | الأطوال الموجية المولدة                                                  | أسلوب الضخ | الإستخدامات والملاحظات |
| -------------------------------------------------------------------------- | ------------------------------------------------------------------------ | --- | --- |
| الإلكترون الحر                                                             | مدى واسع من الأطوال الموجية بين (0.1 nm إلى عدة مليمترات).               | حزمة إلكترونية نسبوية. | أبحاث الغلاف الجوي، علم المواد، تطبيقات طبية.                                                                                    |
| الغاز الديناميكي [الإنجليزية]                                              | عدة أطوال موجية حول 10.5μm، قد تكون متكونة بواسطة خليط الغازات المختلفة. | إنقلاب التعداد البرمي في جزيئات أحادي أوكسيد الكربون الناتج عن التمدد الأديباتيكي الأسرع من الصوت لخليط النيتروجين وأحادي أوكسيد الكربون. | يستخدم في: التطبيقات العسكرية، والصناعات الثقيلة. ملاحظات: يمكن أن يعمل بنمط الموجة المستمرة ويولد قدرة بالميغاواط.              |
| الساماريوم "شبيه النيكل"                                                   | أشعة اكس بطول موجة 7.3 nm                                                | ليزر في بلازما ساماريوم فائقة السخونة المتولدة بواسطة التدفع الإشعاعي النبضي المزدوج لحدود التيراواط.                                     | يستخدم في: في توليد ليزرات أشعة اكس ذات الطول الموجي الأقل من 10 nm، من الممكن استخدامه في التصوير المجسم والمجهرية عالية الدقة. |
| ليزر رامان [الإنجليزية]، مبني على تشتت رامان في وسط مادي غير خطي كالألياف. | 1-2μm لإصدار الألياف.                                                    | ليزرات أخرى، غالباً ليزر ألياف الزجاج المطعم بالإتريبيوم إتيربيوم-glass                                                                    | يستخدم في: مضخم الإشارات البصري [الإنجليزية] للإتصالات، توليد وتكبير موجات سوليتون بصرية.                                        |
| ليزر الضخ النووي [الإنجليزية]                                              | أشعة-اكس خفيفة                                                           | إنشطار نووي، عن طريق: مفاعل، قنبلة. | يستخدم في: برامج الأسلحة، الأبحاث.                                                                                               |
| ليزر أشعة غاما [الإنجليزية]                                                | أشعة غاما                                                                | غير معروف | نظرياً فقط. |
| ليزر الجاذبية [الإنجليزية]                                                 | طويل جداً (مدى موجات الجاذبية)                                            | غير معروف | نظرياً فقط. |

## اقرأ أيضا
- ليزر تكتيكي عالي الطاقة
- الشعاع الحديدي